# Colom de Guinea
El colom de Guinea (Columba guinea) és una espècie d'ocell de la família dels colúmbids (Columbidae) que habita zones més o menys obertes de l'Àfrica subsahariana, en dues poblacions separades, una al nord de l'equador i altra des del sud d'Angola i Moçambic fins a Sud-àfrica.